# Ixcateopan de Cuauhtémoc (kommun)
Ixcateopan de Cuauhtémoc är en kommun i Mexiko.   Den ligger i delstaten Guerrero, i den södra delen av landet, 130 km sydväst om huvudstaden Mexico City.
Följande samhällen finns i Ixcateopan de Cuauhtémoc:
- Ixcateopan de Cuauhtémoc
- San Martín Pachivia
- Simatel
- Pipincatla
- San Pedro Guadalupe
- El Potrero
- Huixquila